# Cinnamomum penninervium
Cinnamomum penninervium är en lagerväxtart som beskrevs av André Joseph Guillaume Henri Kostermans. Cinnamomum penninervium ingår i släktet Cinnamomum och familjen lagerväxter. Inga underarter finns listade i Catalogue of Life.